# Železniško postajališče Gornji Petrovci
Železniško postajališče Gornji Petrovci je eno izmed železniških postajališč v Sloveniji, ki oskrbuje bližnje naselje Gornji Petrovci.